# 浜田 (青森市)
浜田（はまだ）は青森県青森市の地名。一丁目、二丁目、三丁目が置かれている。また、古くからの大字も残っている。小字には、玉川・豊田・板橋がある。郵便番号030-0843。

## 地理
青森市市街地南部の堤川（荒川）西岸に位置する。
一～三丁目北と東は青葉、南は大字浜田と荒川、西は東大野に接する。
大字浜田は北が浦町字奥野、東が堤川（荒川）をはさんで筒井、南東が妙見、南が第二問屋町、八ツ役、荒川、西が浜田二・三丁目に接する。
浜田二丁目の南部から三丁目にかけては商業地、二丁目の残りと一丁目はおおむね住宅地である。
大字浜田の国道沿いは自動車販売店等、各種郊外型店舗が林立する。そのほかは、北隣の浦町字奥野から続く住宅街である。

### 鉄道
鉄道は通過していない。

### 主な道路
- 国道103号 - 東の境界を通る。その他の沿道は集合住宅と商店等が並ぶ。以前は、県道青森十和田線であったが、1993年（平成5年）国道に編入。市民からはこの内の青森市街地を走る道路は「観光通り」と呼ばれて親しまれている。
- 青森県道27号青森浪岡線 - 昔は津軽平野と青森を結ぶ街道であった。大豆坂街道と呼ばれる。また、かつては青森と十和田湖を結ぶルートの一部であったが、現在の国道103号の整備が進むと、その役割を明け渡すことになった。

### バス停・バス路線
- 国道103号沿い - DCM青森中央店前・下玉川・上玉川。但し、上玉川以外は郊外方面行の停留所のみが当地内にあり、中心街方面行は道路を挟み、隣町に停留所がある。いずれも、青森市営バス 観光通り線各線、JRバス東北横内線などが停車する。
- そのほか - 青森市営バス浜田循環線等が経由している。シーナシーナ青森とドリームタウンALiの間の通り（青森市都市計画道路3･3･10浜田大野線）のシーナシーナ青森前、そのほか、大野小学校通りに停車する。そのほか、青森市営バスサンドーム線、青森市市バスなどが通過する。

## 歴史
藩政時代の村に由来する。昭和44(1969)年に隣接する浦町字奥野に八甲田大橋が開通。
1974(昭和49)年、隣接する緑地区にジャスコ青森店をキーテナントとする地元商店街有志による大型商業施設サンロード青森が開業。
浜田地区を含む観光通り(国道103号)沿いは新興住宅地として発展した。

### 年表

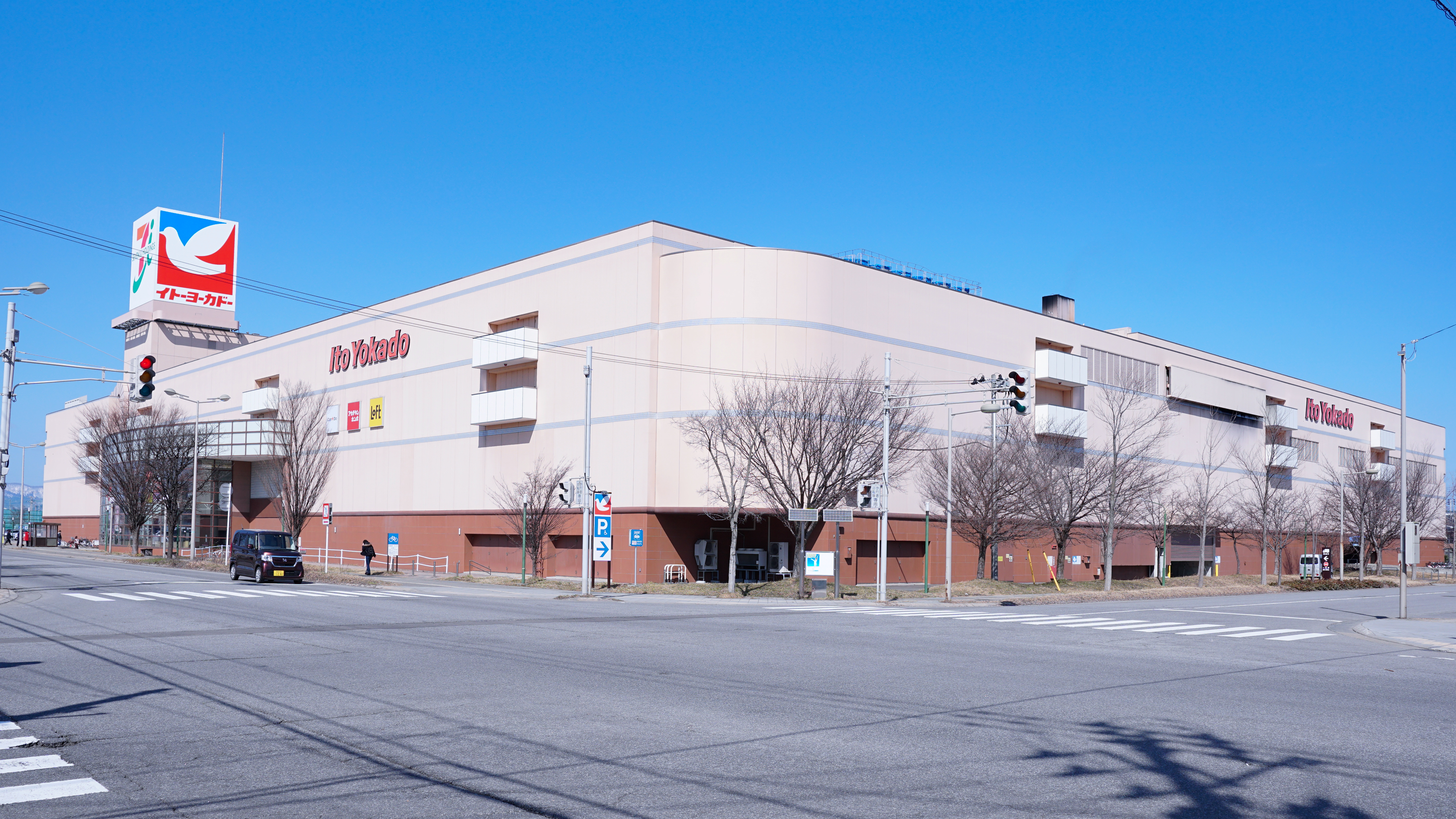
旧イトーヨーカドー青森店

- 1889年（明治22年） - 筒井村の大字となる。
- 1955年（昭和30年） - 青森市の大字となる。
- 1968年（昭和43年） - 八甲田大橋が開通。
- 1969年（昭和44年） - 金沢小学校の新設開校に伴い大野小学校が統合され廃校となる。
- 1972年（昭和47年） - 青森市立南中学校の新校舎での授業が開始。
- 1973年（昭和48年） - 青森市立浜田小学校が開校。
- 1977年（昭和52年）
  - ジャスコ青森店を核にサンロード青森が開業。
  - 青森山田高校が校舎を現住所へ移転。
- 1977年（昭和52年） - 児童増加に伴い青森市立大野小学校が再開校。金沢小学校・浜田小学校と学区の再整備が行われる。
- 2000年（平成12年） - イトーヨーカドー青森店が開業する。
- 2004年（平成16年）11月20日 - 浜田地区土地区画整理事業による住所変更が実施される。
- 2024年（令和6年）
  - 7月28日 - イトーヨーカドー青森店が営業終了[3]。
  - 8月29日 - 旧イトーヨーカドー青森店が「CiiNA CiiNA 青森」として部分開業[4]。バス停の名称も「シーナシーナ青森前」へ変更。
  - 冬頃 - CiiNA CiiNA 青森に食品スーパー「ロピア」が開業予定[4]。

### 町名の変遷
| 実施後     | 実施年月日     | 実施前                                         |
| ---------- | -------------- | ---------------------------------------------- |
| 浜田一丁目 | 2004年11月20日 | 浦町字奥野の一部、浜田字板橋の一部             |
| 浜田二丁目 | 2004年11月20日 | 浜田字板橋・同字豊田の各一部                   |
| 浜田三丁目 | 2004年11月20日 | 浜田字板橋・同字豊田の各一部、荒川字成瀬の一部 |

## 主要施設等
- CiiNA CiiNA 青森
- ドリームタウンALi
- ラウンドワン青森店
- 浜田中央公園
- 見性寺
- 青森市立浜田小学校
- 青森浜田郵便局
- イオンタウン青森浜田
- 青森市屋内グラウンド（盛運輸サンドーム）
- 青森県営スケート場（盛運輸アリーナ）
- 東北運輸局青森運輸支局